# Linvoy Primus
Linvoy Stephen Primus (ur. 14 września 1973 w Londynie) – angielski piłkarz, środkowy lub prawy obrońca.

## Dzieciństwo
Linvoy Primus urodził się jako pierwsze dziecko Newtona i Pauline Primusów 14 września 1974 roku w szpitalu Forest Gate w Londynie. Jego matka urodziła się na Jamajce i pracowała jako sanitariuszka w szpitalu Whipps Cross. Ojciec Primusa pochodzi z Saint Vincent i Grenadynów i był inżynierem. Do Anglii obydwoje przybyli w latach 60. Rodzice piłkarza są praktykującymi Chrześcijanami i zabierali go do kościoła, kiedy był dzieckiem. W swojej autobiografii Primus napisał, że gdy był w bardzo młodym wieku uważał kościół za „zimne i niepożądane miejsce”, zaznaczył jednak, że dzięki niemu zaczął odróżniać dobro od zła. Primus po obejrzeniu bramki Ricardo Villi dla Tottenhamu Hotspur w finałowym meczu Pucharu Anglii w 1981 roku.

## Kariera

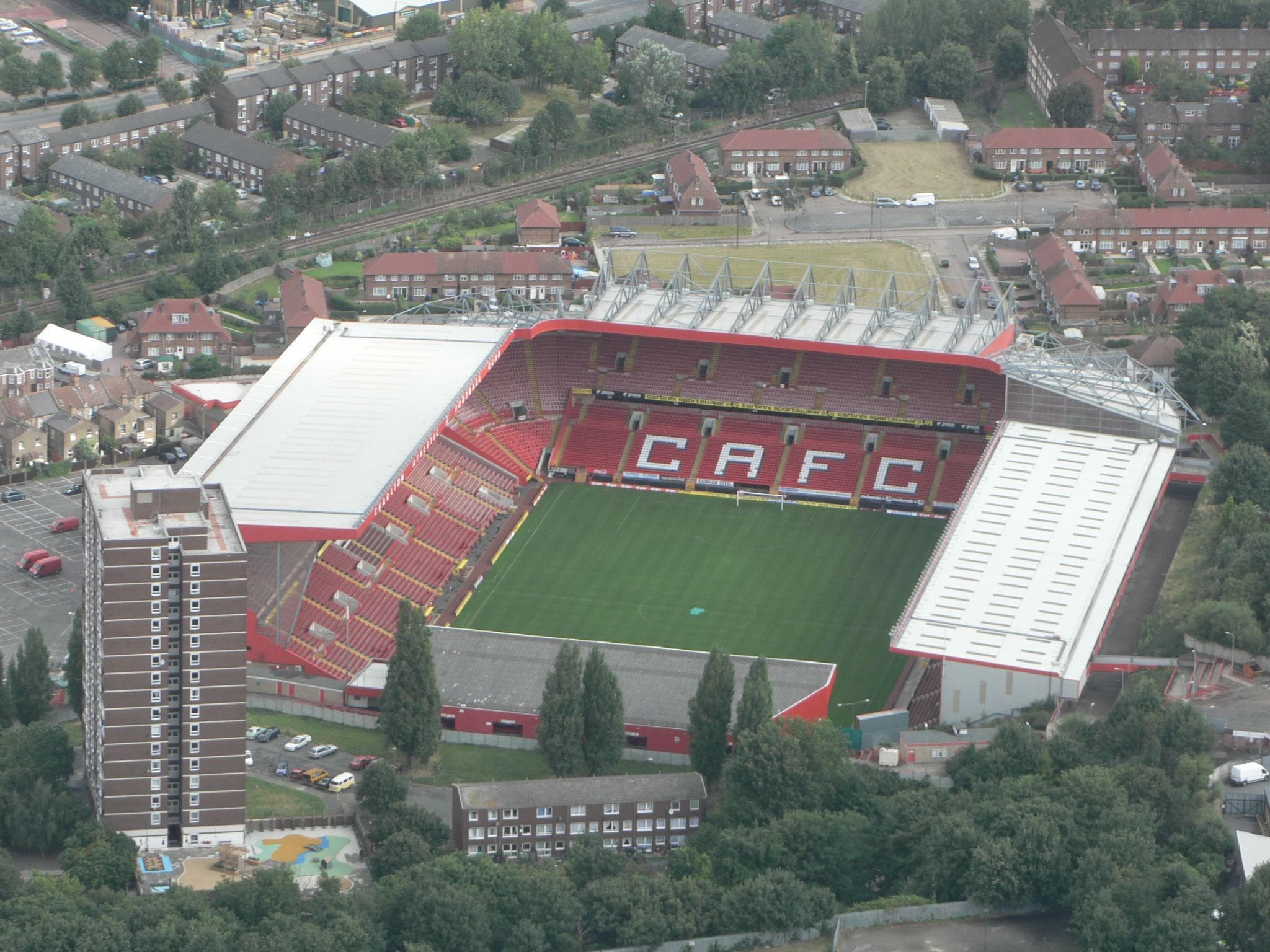
The Valley – stadion Charltonu Athletic, gdzie Primus rozpoczął swoją karierę

Primus jako nastolatek grał dla amatorskiego klubu z siedzibą w Canning Town – Pretorii. W wieku 14 lat dołączył do Charltonu Athletic po spotkaniu towarzyskim z tym zespołem. Jego pozyskaniem zainteresowany był także Wimbledon i Luton Town. Przez dwa ostatnie lata nauki w szkole podróżował do Greenwich, gdzie dwa razy w tygodniu trenował z Charltonem. W wieku 16 lat podpisał juniorski kontrakt z tym zespołem, mimo oferty West Ham United.
W 1992 roku Primus trafił do pierwszego zespołu Charltonu. W czasie dwóch lat rozegrał w tym zespole cztery ligowe spotkania. 18 lipca 1994 roku przeszedł do Barnet. W klubie tym był podstawowym graczem, w czasie trzech sezonów zagrał w 127 ligowych meczach. 1 sierpnia 1997 roku za 250 tysięcy funtów podpisał kontrakt z Reading. W nowym klubie zadebiutował 9 sierpnia w meczu z Bury (1:1). 24 października w meczu z Nottingham Forest (3:3) zdobył pierwszą bramkę dla Reading. Podobnie jak w Barnet, w klubie z Madejski Stadium Primus był podstawowym graczem. Do 2000 roku rozegrał dla tego zespołu ponad 100 spotkań.
W lipcu 2000 roku Primus był na testach w Portsmouth i ostatecznie 31 lipca przeszedł do tego zespołu na zasadzie wolnego transferu. W zespole Portsmouth Primus zadebiutował 12 sierpnia w przegranym 2:0 ligowym spotkaniu z Sheffield United. W 81. minucie meczu zdobył bramkę samobójczą.
8 grudnia 2009 roku ogłosił zakończenie piłkarskiej kariery, w związku ze skomplikowaną kontuzją kolana, której doznał w sezonie 2007/2008.